# Karen McDougal
Karen McDougal (Merrillville, 23 maart 1971) is een Amerikaans actrice en playmate. In december 1997 verscheen ze in de Amerikaanse Playboy als 'centerfold'. Het jaar daarop werd ze verkozen tot playmate van het jaar.
McDougal was tot 1989 leerling van de River Valley High School. In die periode woonde ze in Sawyer. Na haar middelbare school studeerde ze aan Ferris State University.
In 2006 ontmoette ze Donald Trump op een feest bij Playboy-baas Hugh Hefner. Hierna had ze een affaire van negen maanden met hem. Deze affaire biechtte ze in 2018 op door middel van een handgeschreven notitie van acht pagina's die via een vriend van haar bij het tijdschrift The New Yorker terechtkwam. Hierbij gaf ze aan dat ze een zwijgcontract had moeten tekenen om te voorkomen dat de affaire(s) van Trump in de pers bekend zouden worden. Trump deed deze berichtgeving af als This is an old story that is just more fake news.

## Beknopte filmografie
- Charlie's Angels (2000), onvermeld
- Joe Dirt (2001), onvermeld
- The Arena (2001)
- Grind (2003)
- The Girl Next Door (2004)
- Stiletto (2008)
- Anger Management (2013, televisieserie)

- Gemeinsame Normdatei: 1174701609
- Virtual International Authority File: 102568817